# Faimbe
Faimbe ist eine französische Gemeinde mit 100 Einwohnern (Stand: 1. Januar 2022) im Département Doubs in der Region Bourgogne-Franche-Comté.

## Geographie
Faimbe liegt auf 345 m, fünf Kilometer nordnordöstlich von L’Isle-sur-le-Doubs und etwa 14 Kilometer westlich der Stadt Montbéliard (Luftlinie). Das Dorf erstreckt sich in einer Talweitung in der Hügellandschaft nördlich des Doubstals, nordöstlich des Mont de Bellevoie.
Die Fläche des 1,97 km² großen Gemeindegebiets umfasst einen Abschnitt der Hügellandschaft nördlich des Doubstals. Der zentrale Teil des Gebietes wird von einer flachen Talmulde eingenommen, die eine Breite von rund einem Kilometer aufweist. In diese Talweitung münden von verschiedenen Seiten Täler, die jedoch kein oberirdisches Fließgewässer besitzen, weil das Niederschlagswasser im verkarsteten Untergrund versickert. Nach Süden reicht das Gebiet auf die Höhen des Mont de Bellevoie (bis 420 m), nach Nordosten bis an den Rand des Hochplateaus von Bretigney. Hier wird mit 430 m die höchste Erhebung von Faimbe erreicht. Das ganze Areal zeigt ein lockeres Gefüge von Acker- und Wiesland sowie Wald.
Nachbargemeinden von Faimbe sind Onans im Westen und Norden, Bretigney und Beutal im Osten sowie Médière im Süden.

## Geschichte
Im Mittelalter gehörte Faimbe zur Herrschaft Granges, die im 14. Jahrhundert unter die Oberhoheit der Grafen von Montbéliard kam. Zusammen mit der Franche-Comté gelangte das Dorf mit dem Frieden von Nimwegen 1678 an Frankreich.

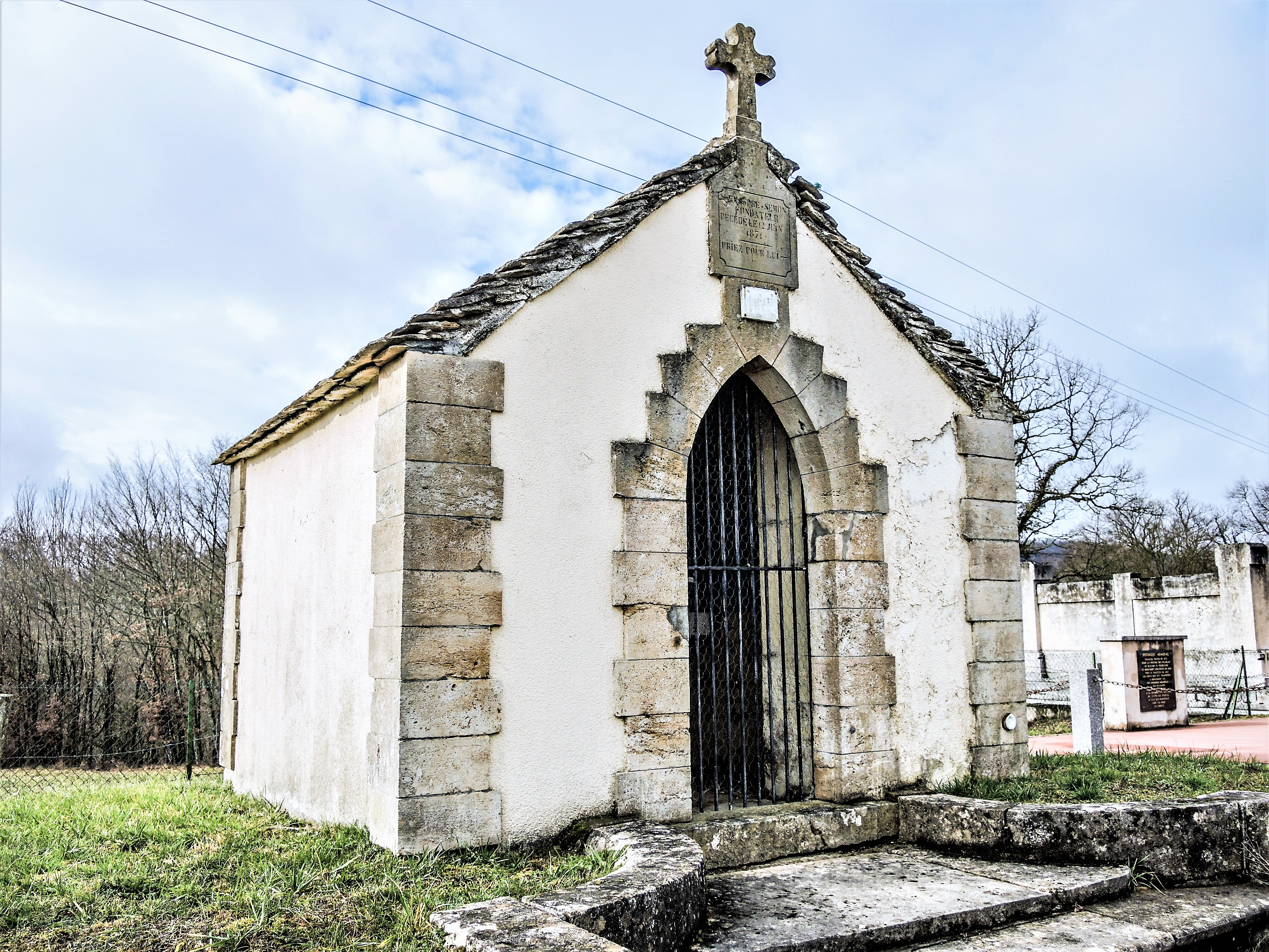
Kapelle
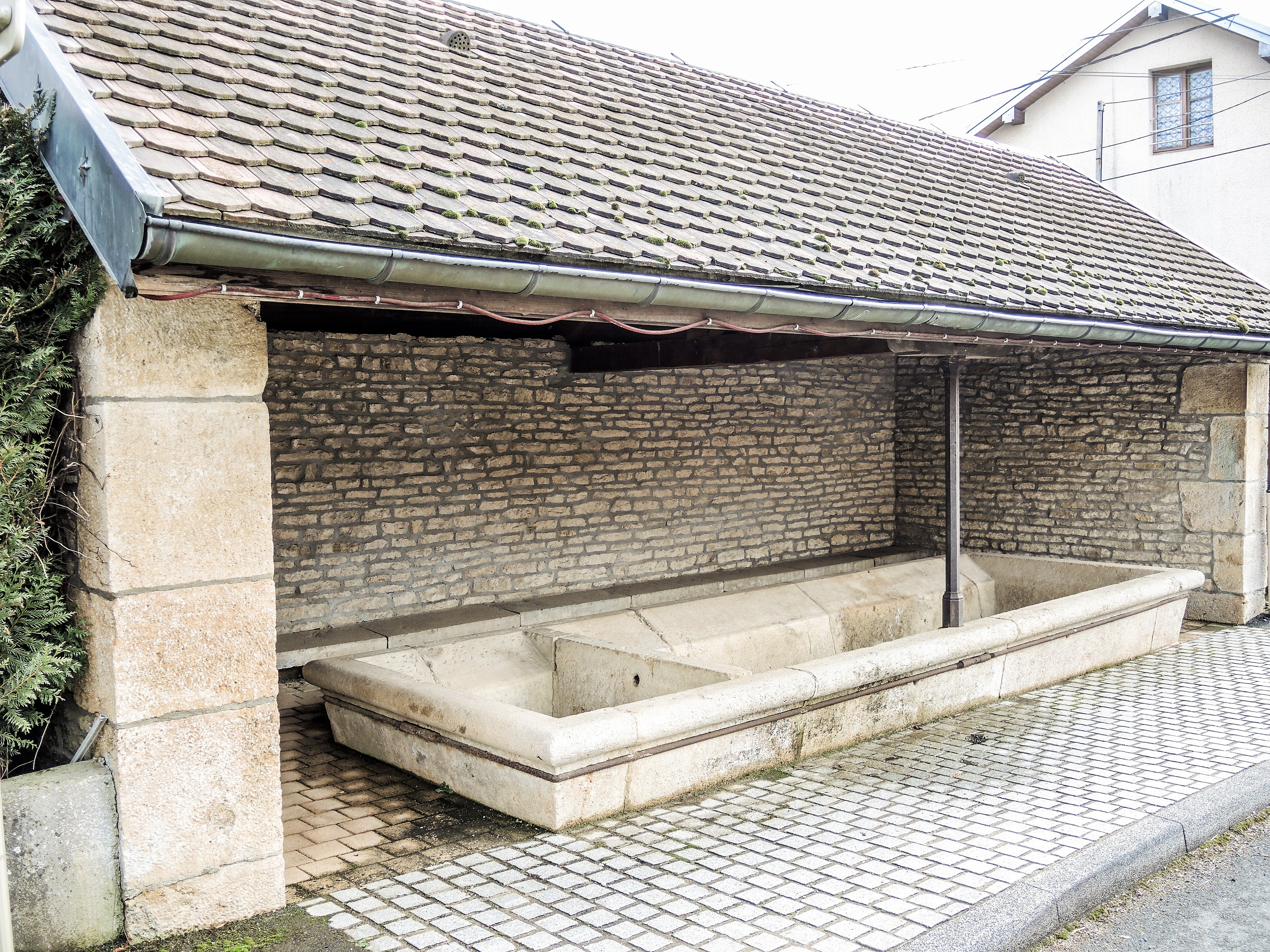
Lavoir
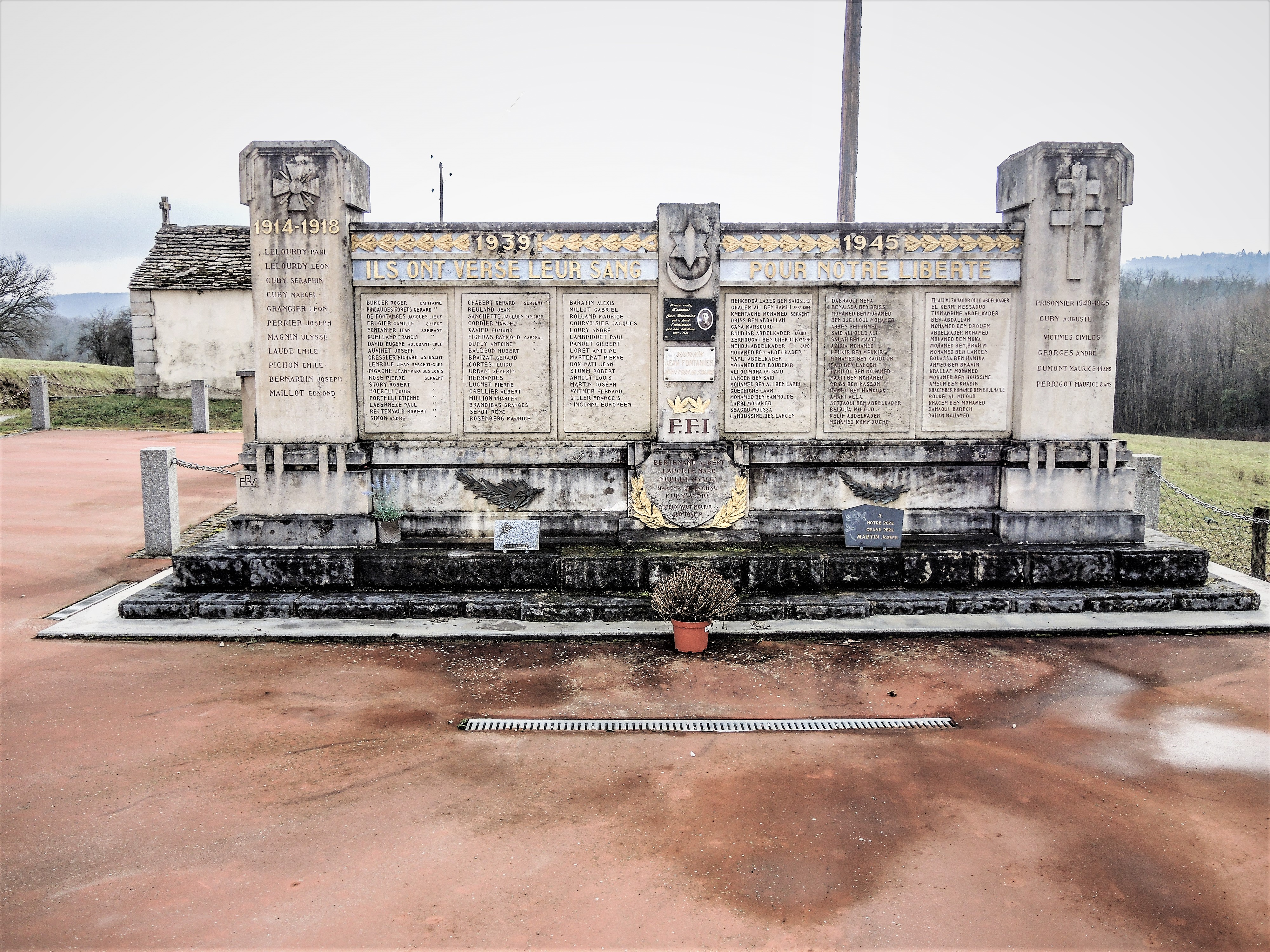
Gefallenendenkmal

## Bevölkerung
| Jahr                       | 1962 | 1968 | 1975 | 1982 | 1990 | 1999 | 2004 | 2016 |
| Einwohner                  | 55   | 52   | 56   | 69   | 95   | 115  | 114  | 110  |
| Quellen: Cassini und INSEE |      |      |      |      |      |      |      |      |

Mit 100 Einwohnern (Stand 1. Januar 2022) gehört Faimbe zu den kleinsten Gemeinden des Départements Doubs. Nachdem die Einwohnerzahl in der ersten Hälfte des 20. Jahrhunderts stets im Bereich zwischen 40 und 70 Personen gelegen hatte, wurde seit Beginn der 1980er Jahre ein deutliches Bevölkerungswachstum verzeichnet.

## Wirtschaft und Infrastruktur
Faimbe war bis weit ins 20. Jahrhundert hinein ein vorwiegend durch die Landwirtschaft (Ackerbau, Obstbau und Viehzucht) geprägtes Dorf. Daneben gibt es heute einige Betriebe des lokalen Kleingewerbes. Mittlerweile hat sich das Dorf auch zu einer Wohngemeinde gewandelt. Viele Erwerbstätige sind deshalb Wegpendler, die in den größeren Ortschaften der Umgebung ihrer Arbeit nachgehen.
Die Ortschaft ist verkehrstechnisch gut erschlossen. Sie liegt nahe der Hauptstraße N83, die von Besançon nach Belfort führt. Der nächste Anschluss an die Autobahn A36 befindet sich in einer Entfernung von ungefähr 13 Kilometern. Weitere Straßenverbindungen bestehen mit Onans, Longevelle-sur-Doubs und Bretigney.